# Florian Eichner
Pour les articles homonymes, voir Eichner.
Florian Eichner est un rameur allemand, né le 16 décembre 1985.

## Palmarès

### Jeux olympiques
- 2008 à Pékin,  Chine
  - en huit barré

### Championnats du monde
- 2006,à Eton,  Royaume-Uni
  -  médaille d'or  en quatre de pointe avec barreur
- 2007,à Munich,  Allemagne
  -  médaille d'argent en huit barré
- 2009,à Poznań,  Pologne
  -  médaille de bronze en deux de pointe avec barreur

### Championnats d'Europe
- 2010 à Montemor-o-Velho,  Portugal
  -  Médaille d'or en quatre de pointe